# حوزه علمیه (اسلام)

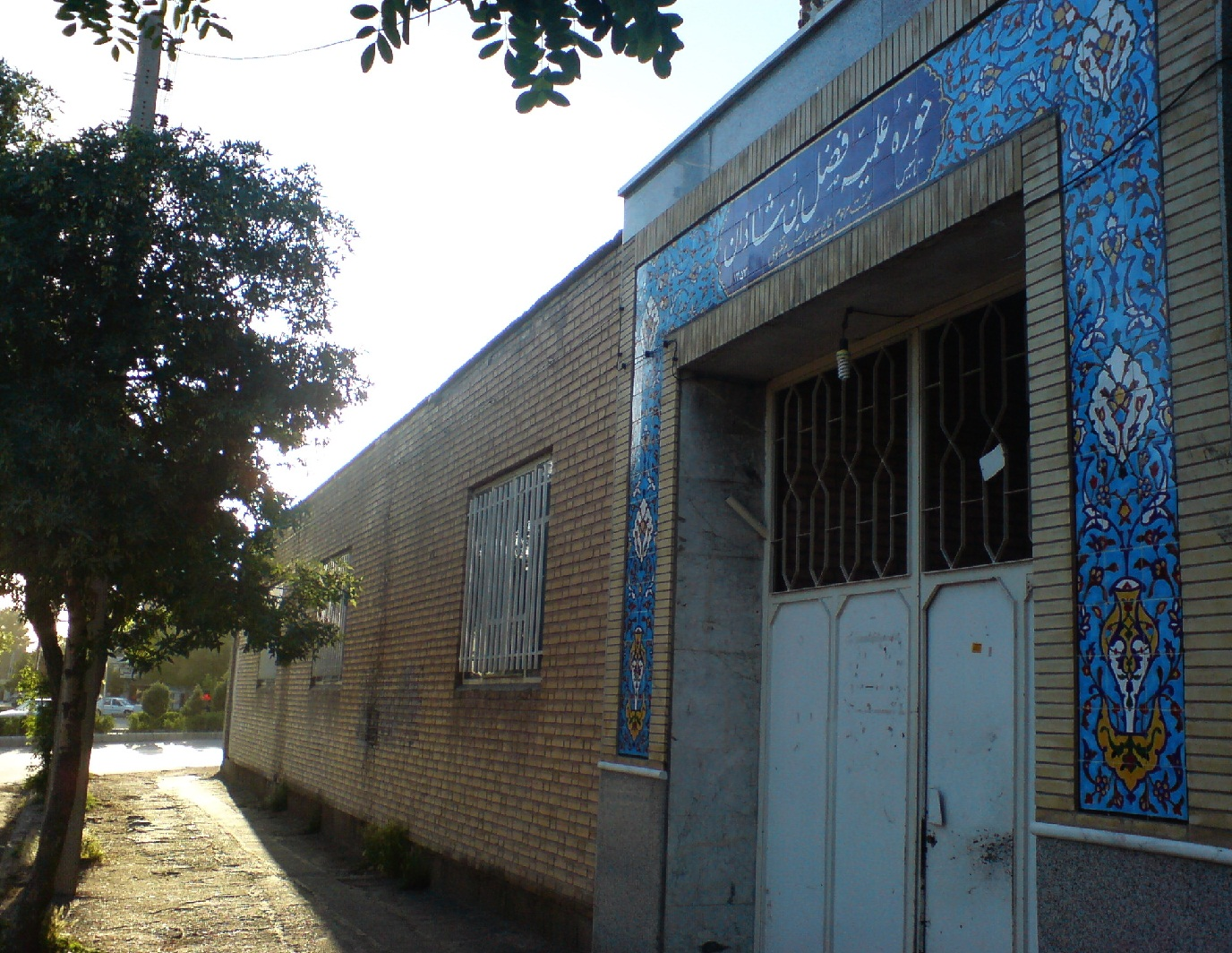
مدرسه فضل بن شاذان در نیشابور یکی از حوزه‌های استان خراسان

حوزهٔ علمیه یک نوع مدرسه علوم دینی در جهان اسلام و به ویژه در میان شیعیان است که در آن علوم اسلامی آموزش داده می‌شود. حوزه در اصطلاح شیعه به معنی مرکز علوم دینی یا به عبارت دیگر مرکز بررسی و پژوهش در فقه، اصول، حدیث و امور مربوط به تربیت مجتهد و مبلّغ در زمینه شریعت اسلام می‌باشد. اولین حوزه علمیه ویژه شیعیان در سدهٔ چهارم قمری در شهر نجف عراق در کنار حرم علی بن ابی‌طالب (امام اول شیعیان) توسط شیخ طوسی برپا شد. اکنون مهم‌ترین حوزه‌های علمیه شیعه در شهرهای نجف، قم و مشهد قرار دارند. مهم‌ترین حوزه‌های علمیه ایران در قم و پس از آن در شهرهای مشهد، تهران، اصفهان و . . . قرار دارد. شایان ذکر است که حوزه‌های علمیه ایران در طول تاریخ با حوزه‌های نجف، کربلا و سامراء در عراق از رابطه بسیار نزدیکی برخوردار بوده‌اند.

## حوزه‌های علمیه در ایران

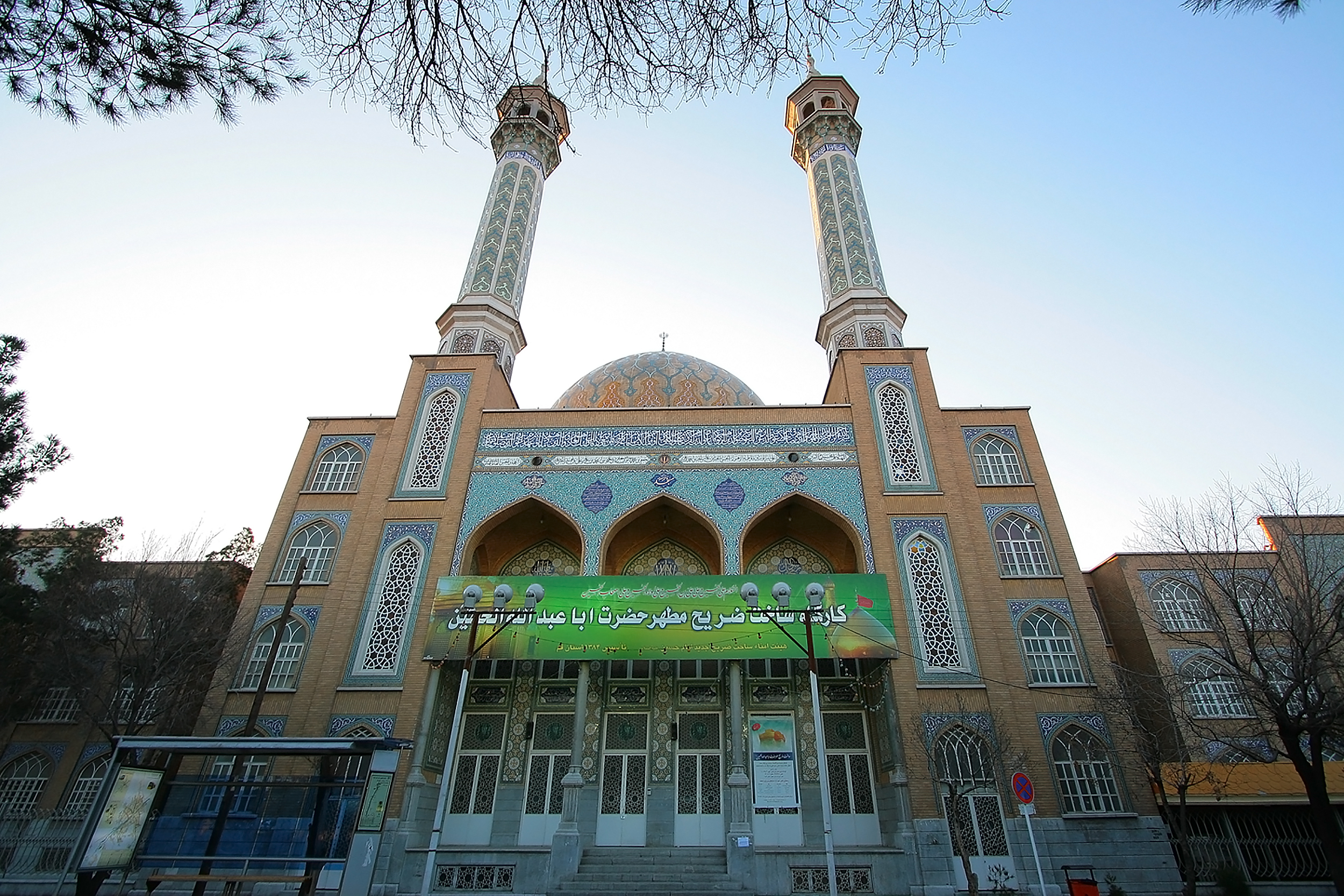
ورودی مدرسه علمیه معصومیه قم

عبدالکریم حائری یزدی در سال ۱۳۴۰ (۱۳۰۱ش) در قم مستقر شد و حوزه علمیه جدید قم را بنا نهاد. حائری در مدت اقامت حدود پانزده ساله خود در قم، با مدیریت قوی خود حوزه علمی نیرومندی را به وجود آورد. هم‌اکنون حوزه‌های علمیه موجود در ایران، تحت مدیریت مرکز مدیریت حوزه‌های علمیه اداره می‌شود. این مرکز زیر نظر جمعی به نام شورای عالی حوزه‌های علمیه اداره می‌شود. مدیر حوزه علمیه قم، با تصویب اعضای شورای عالی حوزه انتخاب می‌شود و همچنین سیاست‌های کلی و بنیادین حوزه نیز با تأیید این شورا اعمال می‌شود. رئیس کنونی مرکز مدیریت حوزه، علیرضا اعرافی است. مرکز مدیریت حوزه علمیه قم دربر گیرندهٔ بیش از ده معاونت از جمله آموزش، پژوهش، تبلیغ، تهذیب، امور مدارس، آمار و بررسی است. معاونت آمار و بررسی مرکز مدیریت با طلابی که از «موازین طلبگی» تخطی کنند برخورد می‌کند. حوزه علمیه قم دارای مراکز تخصصی از جمله تفسیر، نهج البلاغه، تبلیغ، کلام، فلسفه و علوم حدیث، حقوق و قضای اسلامی می‌باشد. در حوزه علمیه قم، مباحث عالی فقه و اصول و نیز فلسفه و عرفان به سبک‌های متفاوت و ویژه ای عرضه شده‌است. حوزه علمیه قم در دروس عالی دیگر غیر از فقه و اصول، مثل کلام، فلسفه و تفسیر هم در دهه‌های سی تا پنجاه شمسی، که در دیگر حوزه‌ها کمتر مورد توجه بود، شهرت یافت.

### پذیرش
هرسال از حدود ماه بهمن تا فروردین، ثبت نام در آزمون ورودی حوزه، انجام می‌شود. بعد از گرفتن آزمون که معمولاً در دو سطح «دیپلم» و «زیر دیپلم» انجام می‌شود، توزیع قبول شدگان براساس محل‌های مورد نظر برای تحصیل انجام می‌شود و بعد از این، قبول شدگان برای تحصیل در قم، برای انجام مصاحبه، به مرکز مدیریت فراخوانده می‌شوند و کسانی که برای شهرستان‌ها قبول شده‌اند به حوزه‌های شهرستان. برای کسانی که بعد از گرفتن مدرک از دانشگاه بخواهند به حوزه بروند در گذشته هیچ گونه آزمونی در نظر گرفته نمی‌شد و برای پذیرش فقط مصاحبه می‌کردند، ولی امروزه دانشجویان هم برای مشخص شدن وضعیت هوشی و علمی مورد آزمون و مصاحبه قرار می‌گیرند. ورودی‌های فوق دیپلم به بالا، در مدرسه معصومیه قم مشغول به تحصیل می‌شوند. مدارس موجود در قم، جمعاً حدود ۵۰ مدرسه است که نصف آن مربوط به طلاب دیپلمه و نصف دیگر مدارس سیکل هستند. برنامه درسی مدارس سیکل با مدارس دیپلم تفاوت اندکی دارد.

### تغییر نظام آموزشی
نظام سنتی: تا قبل از انقلاب ۱۳۵۷ ایران، حوزه‌های علمیه بر پایهٔ همکاری متقابل استاد و شاگرد اداره می‌شد و نظام آموزشی واحد و نظام‌مندی نداشتند.
نظام جدید: بعد از انقلاب، حوزه‌ها به تابعیت شورای عالی حوزه‌های علمیه و مدیریت «مرکز مدیریت حوزه‌های علمیه» تحت شورای عالی حوزه‌ها درآمدند. به دنبال آن ساختارهای سنتی در برخی از بخش‌ها فرو ریخت و حوزه‌های علمیه ساختار جدیدی یافتند.

### حوزه علمیه خواهران
حوزه‌های علمیه خواهران دو بخش موازی دارد: مرکز مدیریت حوزه علمیه خواهران سراسر کشور، جامعه الزهراء.

#### مرکز مدیریت حوزه علمیه خواهران
در میان شیعیان تحصیل علوم دینی میان زنان به صورت منفرد و پراکنده بود. از حدود چهار دهه پیش، مراکز تحصیلی علوم دینی زنان به شکل سامان یافته به تعداد کمی وجود داشت. شورای عالی حوزه علمیه قم در اسفند ۱۳۷۵ مرکز مدیریت حوزه‌های علمیه خواهران را تأسیس کرد تا «با مدیریت واحد، مدارس علمیهٔ خواهران را سازماندهی، هدایت و نظارت کند».

#### جامعة الزهراء
حوزه علمیه جامعة الزهراء قم هم به پذیرش و آموزش طلاب خانم اقدام می‌کند.

## تحصیلات حوزوی
به کسانی که در حوزه علمیه مشغول به تحصیلات حوزوی هستند، طلبه می‌گویند.
در حوزه، نسبت به شهر و مرکزهای آن، دروس متفاوتی خوانده می‌شود. هر پایه در طول یک سال تحصیلی و در دو ترم خوانده می‌شود. طلاب می‌توانند در کنار نظام آموزشی متداول حوزه در مراکز تخصصی وابسته به حوزه به تحصیل تخصصی‌تر و گسترده‌تر علوم مرتبط به تحصیلات حوزوی بپردازند. همچنین مؤسسات آموزش عالی وابسته به حوزه نیز که مرتبط با وزارت علوم، تحقیقات و فناوری هستند امکان تحصیل تخصصی طلاب در رشته‌های مرتبط با تحصیلات حوزوی را فراهم می‌کنند.
پس از انقلاب اسلامی ایران حوزه‌های علمیه در ایران به صورت قانونمند درآمدند به این صورت که تحصیل در حوزه علمیه به دو نظام زیر گفته تقسیم شد:
- بلند مدت (اجتهاد محور یا مجتهد پرور)
- کوتاه مدت (تبلیغ محور یا مبلّغ پرور)

| نوع دوره  | طول متوسط مدت زمان کل دوره | حداقل مدرک ورودی                | هدف دوره                                                                  |
| --------- | -------------------------- | ------------------------------- | ------------------------------------------------------------------------- |
| بلند مدت  | ۱۴ سال                     | کارنامه پایه هشتم متوسطه (سیکل) | تربیت روحانی مجتهد، صاحب نظر یا استاد در حداقل یکی از رشته‌های علوم اسلامی |
| کوتاه مدت | ۱۰ سال                     | دیپلم                           | تربیت روحانی مبلغ دینی یا مدرس و محقق در رشته تبلیغات و ارتباطات اسلامی   |

هر پایه تحصیلی معادل یک سال تحصیلی عادی نظام آموزشی جمهوری اسلامی ایران (از ابتدای مهر ماه تا انتهای خرداد ماه) متشکل از دو نیمسال تحصیلی است.

### دوره بلند مدت
| سطح | پایه                                                                | مدرک علمی     | محتوا                                          |
| --- | ------------------------------------------------------------------- | ------------- | ---------------------------------------------- |
| ۱   | گذراندن پایه‌های ۱ تا ۶ + شرکت در همه امتحانات کتبی و شفاهی          | کارشناسی      | یک دوره نیمه تخصصی فقه و اصول (به مدت دو سال)  |
| ۳   | گذراندن پایه ۹ و ۱۰ + شرکت در همه امتحانات کتبی و شفاهی + پایان‌نامه | کارشناسی ارشد | یک دوره تخصصی فقه و اصول (به مدت دو سال)       |
| ۴   | گذراندن ۴ سال درس خارج + شرکت در همه امتحانات شفاهی + پایان‌نامه     | دکترا         | یک دوره فوق تخصصی فقه و اصول (به مدت چهار سال) |

به‌طور کلی، مواد درسی اصلی در حوزه علمیه در درجه اول فقه، اصول فقه، ادبیات عرب و در کنار آن‌ها کلام، حدیث، رجال، تفسیر، تاریخ اسلام، منطق، فلسفه، اخلاق و… می‌باشد. مهم‌ترین کتب درسی حوزه شامل شرح لمعه دمشقیه، اصول فقه، فرائدالاصول (رسائل)، مکاسب و کفایةالاصول است.
در دوره بلند مدت و در بدو ورود به حوزه، طلاب وارد سطح ۱ می‌شوند که در سه سال ابتدایی، ادبیات عرب (صرف، نحو، معانی، بیان، بدیع، لغت)، احکام، تجوید قرآن، کلام و عقاید اسلامی، منطق قدیم (ارسطویی)، اخلاق اسلامی، تفسیر قرآن، تاریخ اسلام و… خوانده شده و در سه سال دوم با مبانی و کلیات فقه و اصول فقه آشنا می‌شوند. کتاب الروضة البهیة فی شرح اللمعة الدمشقیة (شرح لمعه) در فقه و اصول فقه مرحوم مظفر در اصول فقه از مهم‌ترین کتبی است که در گذرانده می‌شود.
طلاب حوزهٔ علمیه که بر اساس مدرک صادر شده مرکز مدیریت حوزه علمیه قم، دوره سطح ۱ را طبق برنامه گذرانده‌اند از کلیه مزایای علمی و استخدامی فارغ‌التحصیلان دوره کاردانی دانشگاه‌ها برخوردار خواهند بود.

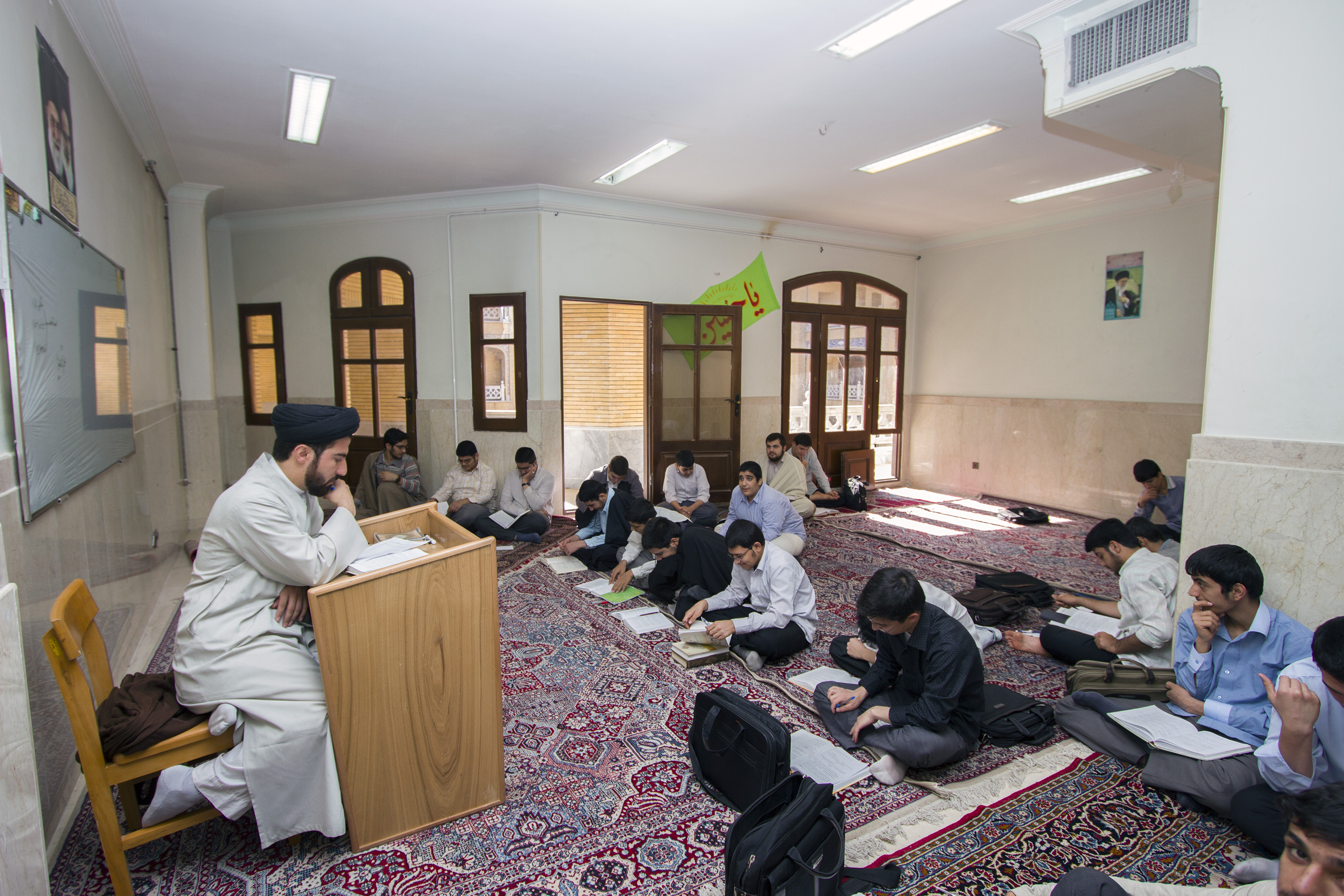
طلاب سطح مقدماتی مدرسهٔ علمیه عترت_ قم

طلاب در سطح ۲ بیشتر وقت خود را صرف فقه (مکاسب مرتضی انصاری) و اصول فقه (فرائد الاصول مرتضی انصاری و فلسفه اسلامی (بدایة الحکمة) می‌کنند. زمان باقی‌مانده باید صرف تحصیل در کلام، رجال و تفسیر شود.
طلاب حوزهٔ علمیه که بر اساس مدرک صادره مرکز مدیریت حوزه علمیه قم، دوره سطح ۲ را طبق برنامه گذرانده‌اند از کلیه مزایای علمی و استخدامی فارغ‌التحصیلان دوره کارشناسی دانشگاه‌ها برخوردار خواهند بود. فارغ‌التحصیلان این دوره می‌توانند در آزمون ورودی مقطع کارشناسی ارشد دانشگاه‌ها در تمامی رشته‌های علوم انسانی شرکت کنند و در صورت پذیرفته‌شدن، ادامه تحصیل دهند.
طلاب در سطح ۳ بیشتر وقت خود را صرف فقه (مکاسب مرتضی انصاری) و اصول فقه (کفایة الاصول آخوند خراسانی) و فلسفه اسلامی (نهایة الحکمة) می‌کنند. زمان باقی‌مانده باید صرف تحصیل در کلام، رجال و درایه (مصطلح‌الحدیث) و تفسیر شود.
طلاب حوزهٔ علمیه که بر اساس مدرک صادرشده مرکز مدیریت حوزه علمیه قم، دوره سطح ۳ را طبق برنامه گذرانده‌اند از کلیه مزایای علمی و استخدامی فارغ‌التحصیلان دوره کارشناسی ارشد دانشگاه‌ها برخوردار خواهند بود. طلاب حوزه‌های علمیه فارغ‌التحصیل این دوره می‌توانند در امتحان ورودی مقطع دکترای درتمامی رشته‌های علوم انسانی شرکت کنند و در صورت پذیرفته‌شدن برحسب تشخیص گروه آموزشی، دروس پیش‌نیاز را تا سقف تعداد واحدهای مجاز در دو نیم سال تحصیلی بگذرانند.
سطح ۴ یا سطح خارج، بالاترین سطح حوزه است که در این سطح، طلاب کتاب خاصی را نمی‌خوانند بلکه برای تحقیقات و پژوهش بیشتر و آموختن روش اجتهاد و استنباط و نظریه‌پردازی در علوم دینی در علاوه بر تحقیقات و پژوهش‌های فردی در درس خارج شرکت می‌کنند. این دوره برای تمرین و کارورزی و تحقیق و آموزش روش نظریه‌پردازی در علوم دینی است که درصورت تکمیل آن مجتهد می‌شوند. مجتهد کسی است که در فهم علوم دینی متخصص و صاحب‌نظر باشد. دارا بودن سطح چهار حوزه به معنای اجتهاد مطلق نیست.

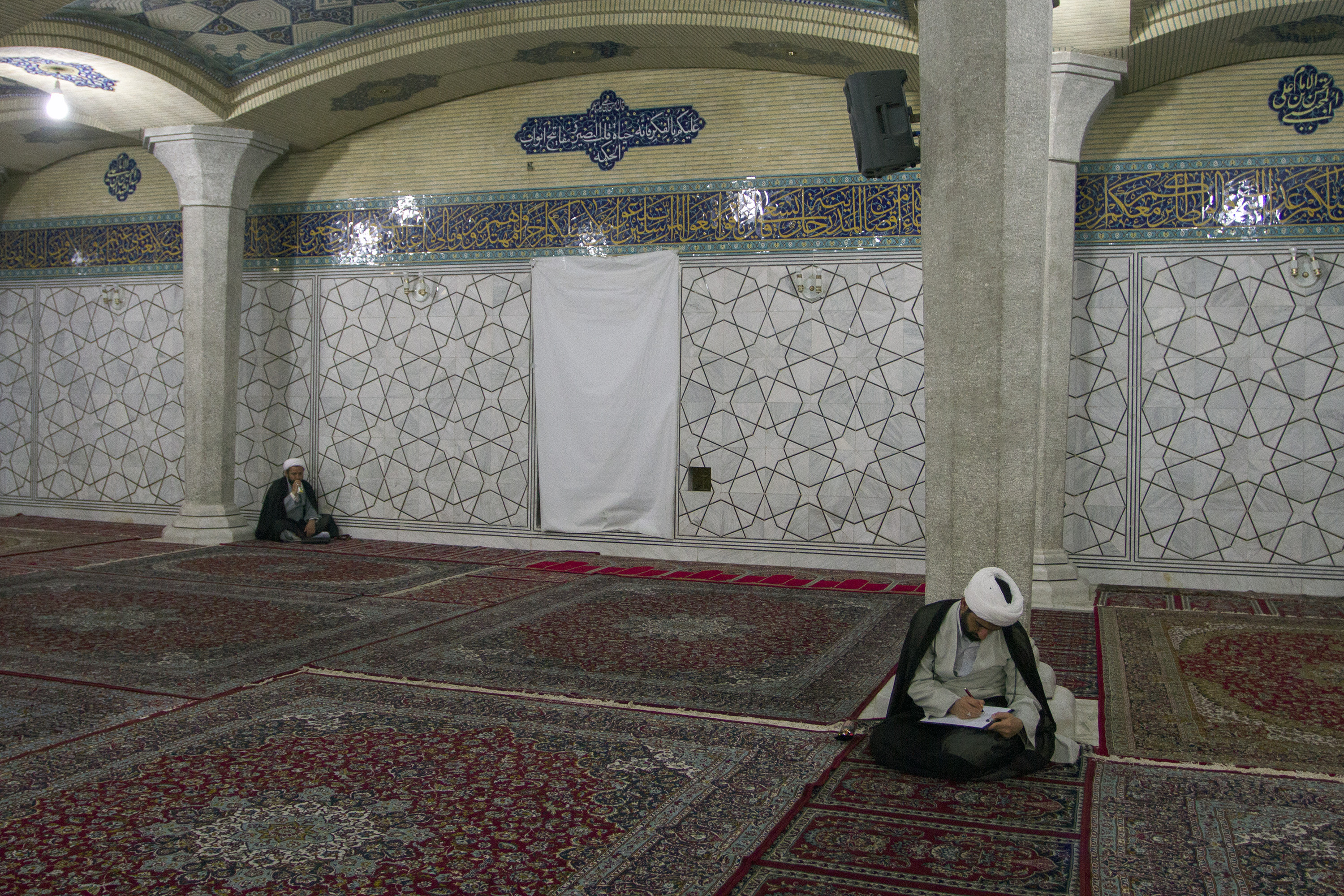
طلبه‌های درس خارج در زیرزمین مدرسه فیضیه قم

طلاب حوزهٔ علمیه که براساس مدرک صادرشده مرکز مدیریت حوزه علمیه قم، دوره سطح ۴ را طبق برنامه از کلیه مزایای علمی و استخدامی فارغ‌التحصیلان دوره دکتری دانشگاه‌ها برخوردار خواهند بود.

### دوره کوتاه مدت
| سطح                  | پایه              | مدرک علمی     | محتوا                                                                                  |
| -------------------- | ----------------- | ------------- | -------------------------------------------------------------------------------------- |
| ۱ و ۲ به صورت پیوسته | ۱ تا ۵            | کارشناسی      | یک دروه کامل عمومی دستور زبان عربی + علوم اسلامی + علوم و فنون تبلیغی (به مدت پنج سال) |
| ۳                    | ۶ و ۷ + پایان‌نامه | کارشناسی ارشد | به صورت تخصصی در رشته تبلیغات و ارتباطات اسلامی (به مدت سه سال)                        |
| ۴                    | ۸ و ۹ + پایان‌نامه | دکترا         | به صورت فوق تخصصی در رشته تبلیغات و ارتباطات اسلامی (به مدت چهار سال)                  |

عالی‌ترین مدرک حوزهٔ علمیه که البته به صورت غیررسمی می‌باشد، اجازه اجتهاد است که از سوی مراجع تقلید یا مجتهدان غیر مرجع، صادر می‌شود که به معنای تأیید توانایی فرد برای اجتهاد و فتوا دادن است.
مجتهدین تراز اول که شرایط تقلید را داشته باشد و مورد رجوع بسیاری از شیعیان برای شناخت احکام شرعی باشند مرجع تقلید نام دارند. این مراجع علاوه بر ارائه احکام شرعی به پرورش طلاب در دروس عالی خارج می‌پردازند.
بعضی تصور می‌کنند، طلاب زمانی را نیز صرف فراگیری ریاضیات، طب اسلامی، عرفان اسلامی و مکالمه عربی می‌کنند که با مرور در برنامه درسی حوزه‌های علمیه معلوم می‌شود این درس‌ها هیچ جایگاه رسمی در این برنامه ندارند.

## فهرست حوزه‌های علمیه مطرح شیعیان
حوزه‌های علمیه مطرح شیعه:
در ایران
- حوزه علمیه قم
- حوزه علمیه تهران
- حوزه علمیه اصفهان
- حوزه علمیه خراسان

سایر کشورها:
- حوزه علمیه نجف
- حوزه علمیه کربلا

مدارس علمیه‌ای که فقط شهرت و سابقه تاریخی دارند:
- مدرسه سپهدار
- مدرسه مریم بیگم صفوی خوانسار (با نام فعلی حوزه علمیه علوی خوانسار)

یک نمای سراسرنما از مسجد و مدرسه علمیه تاریخی آقا بزرگ کاشان که در حال حاضر نیز دایر است

- مدرسه آقا ضیاءالدین
- مدرسه حاج محمدابراهیم
- مدرسه علمیه خان
- مدرسه گلشن نیشابور
- مدرسه فضل بن شاذان نیشابور
- مدرسه علمیه آقا بابا خان شیراز
- مدرسه علمیه منصوریه شیراز

## مدرس
مَدْرَس واژه‌ای عربی به معنای محل درس دادن است. مَدرَس یکی از اجزای مدارس سنتی حوزه علمیه است که محل درس دادن یا کتابخانه بوده‌است. در کنار مدرس‌ها، حجره‌ها نیز علاوه بر کارکرد اقامتی، فضایی نیز برای تدریس بوده‌است.

## میزان اعتبار مدارک حوزوی
مصوبات شورای عالی انقلاب فرهنگی جمهوری اسلامی ایران دربارهٔ میزان اعتبار مدارک حوزوی
| شماره جلسه | تاریخ مصوبه | موضوع مصوبه                                                      | متن مصوبه |
| ---------- | ----------- | ---------------------------------------------------------------- | --- |
| ۳۶۸        | ۱۳۷۴/۱۱/۰۳  | مدارک تحصیلی صادر شده مدیریت حوزه علمیه قم                       | ۱- طلاب و فضلاء حوزه علمیه که براساس مدرک صادرشده مدیریت حوزه علمیه قم، دوره «سطح ۱» را طبق برنامه گذرانده‌اند، از کلیه مزایای علمی و استخدامی فارغ التحصیلان دوره «کاردانی» دانشگاه‌ها برخوردار خواهند بود. ۲- طلاب و فضلاء حوزه علمیه که براساس مدرک صادرشده مدیریت حوزه علمیه قم، دوره «سطح ۲» را طبق برنامه گذرانده‌اند، از کلیه مزایای علمی و استخدامی فارغ التحصیلان دوره «کارشناسی» دانشگاه‌ها برخوردار خواهند بود. ۳- طلاب و فضلاء حوزه علمیه که براساس مدرک صادرشده مدیریت حوزه علمیه قم، دوره «سطح ۳» را طبق برنامه گذرانده‌اند، از کلیه مزایای علمی و استخدامی فارغ التحصیلان دوره «کارشناسی ارشد» دانشگاه‌ها برخوردار خواهند بود. ۴- طلاب و فضلاء حوزه علمیه که براساس مدرک صادرشده مدیریت حوزه علمیه قم، دوره «سطح ۴» را طبق برنامه در یکی از رشته‌های فقه و اصول، تفسیر و علوم قرآن، قضا، عقاید و کلام، ادیان و مذاهب و تربیت مبلّغ گذرانده‌اند، از کلیه مزایای علمی و استخدامی فارغ التحصیلان دوره «دکتری» دانشگاه‌ها برخوردار خواهند بود. ۵- فارغ التحصیلان دوره سطح دو می‌توانند در آزمون ورودی مقطع کارشناسی ارشد دانشگاه‌ها با گرایش‌های پنج‌گانه رشته الهیات و معارف اسلامی و رشته زبان و ادبیات عرب شرکت کنند و در صورت پذیرفته شدن، ادامه تحصیل دهند. ۶- فضلاء و طلاب حوزه‌های علمیه فارغ‌التحصیل دوره سطح سوم می‌توانند در امتحان ورودی مقطع دکترای همه پنج رشته دانشکده الهیات و معارف اسلامی و نیز رشته زبان و ادبیات عرب شرکت کنند و در صورت پذیرفته شدن برحسب تشخیص گروه آموزشی، دروس پیش نیاز را تا سقف تعداد واحدهای مجاز در دو نیم سال تحصیلی بگذرانند. رشته‌های پنجگانه دانشکده الهیات عبارتند از: ۱- علوم قرآن و حدیث ۲- تاریخ تمدن و ملل اسلامی ۳- ادیان و عرفان اسلامی ۴- فقه و مبانی حقوق اسلامی ۵- فلسفه و حکمت اسلامی |
| ۵۴۸        | ۱۳۸۳/۰۷/۲۸  | لغو محدودیت ادامه تحصیل دارندگان مدارک تحصیلی حوزوی در دانشگاه‌ها | ۱- با توجه به مصوبات اخیر شورای گسترش آموزش عالی، محدودیت ادامه تحصیل دارندگان مدارک حوزوی در گرایش‌های پنجگانه رشته الهیات و معارف اسلامی و رشته زبان و ادبیات عرب (مصوب جلسه ۳۶۸ مورخ ۱۳۷۴/۱۱/۰۳ شورای عالی) لغو شده و دارندگان مدارک مزبور می‌توانند پس از قبولی در آزمون سراسری درتمامی رشته‌های علوم انسانی در دانشگاه‌ها ادامه تحصیل دهند. ۲- گزینش دارندگان مدارک تحصیلی حوزوی برای عضویت در هیئت علمی دانشگاه‌ها مطابق ضوابط ناظر بر سایر متقاضیان عضویت در هیئت‌های علمی انجام شود. |

## عنوان‌ها و القاب طلاب و روحانیون[نیازمند بازبینی منبع]
اطلاق عنوان‌ها و القاب گوناگون به طلاب و روحانیون دارای رتبه‌بندی رسمی و قانونی نیست، اما می‌توان تا حدودی میزان، درجه و رتبهٔ هر عنوانی را در ایران معاصر مانند تعریفات ذیل طبقه‌بندی کرد.

### ثقةالاسلام
این عنوان پیشتر دربارهٔ طلابی که تازه شروع به تحصیل علوم دینی کرده‌بودند، استفاده می‌شد. در یکی دو قرن اخیر، برای صاحبان مقامات بالای علمی و دینی، عنوان «آیت الله» یا «آیت اللّه العُظمی» رایج شده و عنوان ثقة الاسلام اغلب برای محصلان سطوح مقدماتی علوم دینی و نیز روحانیانی که در همان سطوح علمی قرار دارند، به کار می‌رود البته هم‌اکنون در ایران کاربردی ندارد.
پیشینه
در گذشته و در حدود هزار سال پیش به شخصیت‌های بارز علمی و راویان ثقهٔ حدیث مانند شیخ کلینی، شیخ صدوق و سایرین لقب ثقةالاسلام داده می‌شده و این لقب دارای بار بالایی بوده‌است. همچنین در گذشته نه چندان دور لقب آخوند به علمای بسیار بارز مانند آخوند ملا محمد باقر مجلسی یا آخوند ملا محمد کاظم خراسانی داده می‌شد.

### حجت‌الاسلام و المسلمین
این عنوان امروزه به‌ویژه در ایران برای طلاب معمم (در پنجمین سال تحصیلی در حوزه، طلاب می‌توانند برای کسب مجوز تلبس ثبت نام کرده و پس از گذراندن دوره تلبس و مصاحبه تلبس، در صورت قبولی، ملبس به لباس روحانیت شوند) به کار می‌رود. حجت‌الاسلام‌والمسلمین کامل‌شدهٔ «حجت‌الاسلام» است و مانند آن برای طلبه‌های معمم استفاده می‌شود. البته به گونه‌ای تخصصی‌تر امروزه بعضی از افراد تصور می‌کنند به طلابی که به مرحله درس خارج نیز رسیده‌اند گفته می‌شود. در حالی که این لقب برای تکریم طلبه‌ها و روحانیون سطح پایین هم به کار می‌رود.
برخی فقهای دیگر نیز یافتن معیار و قاعده برای این عنوان و عناوین مشابه مانند حجت‌الاسلام و ثقةالاسلام را بی‌فایده دانسته‌اند.
پیشینه
در گذشته محمد غزالی دارای این لقب بوده‌است هم چنین به گفتهٔ سید حسین نصر و حمید دباشی، سید محمدباقر شفتی احتمالاً نخستین کسی است که عنوان حجت‌الاسلام را دریافت کرده‌است. این عنوان بعدها به روحانی معروفی از کاشان نیز داده شد، ولی پس از آن بشدت از اعتبار این عنوان کاسته شد. دلیل دادن این عنوان به شفتی، نقش دوگانه او به عنوان قاضی و مفتی بود که کتابی دربارهٔ پیاده‌سازی دین اسلامی در زمان غیبت نوشت. سید محمد باقر شفتی بعدها این لقب را به شاگرد خود محمد اشرفی نیز داد. به گفتهٔ مرتضی انصاری از نوادگان مرتضی انصاری، محمدباقر شفتی و محمد اشرفی و اسدالله بروجردی ملقب به «حجت‌الاسلام» بوده‌اند. اما به تدریح از جایگاه این لقب کاسته شد.

### آیت‌الله
این عنوان به صورت تخصصی برای کسانی است که به مرتبهٔ اجتهاد (بالاترین مدرج تحصیلی در نظام آموزشی حوزه) رسیده و توانایی استنباط علوم دینی داشته و در زمینهٔ علوم دینی صاحب نظر هستند گفته می‌شود.
البته سن روحانی نیز در استفادهٔ از آیت‌الله موضوعیت دارد؛ مثلاً مجتهدان جوان یا کسانی که تازه به میان‌سالی رسیده‌اند را گاه همچنان با عنوان حجت‌الاسلام یا حجت‌الاسلام‌والمسلمین نام می‌برند. از سوی دیگر گاه به عالمانی که سالخورده و سرشناس و غیر مجتهد هستند نیز این عنوان داده می‌شود.

#### پیشینه
کاربرد تاریخی این لقب به علامه حلی فقیه سده هفتم هجری اشاره دارد و تا قرن چهاردهم این لقب تنها مختص وی بود. در این دوران سید محمدمهدی بحرالعلوم نیز از سوی برخی آیت‌الله خوانده شد و چند دهه بعد، از لقب آیت‌الله برای اشاره به فقهای دیگری چون شیخ مرتضی انصاری و میرزای شیرازی نیز استفاده شد.
مورخان مشروطه برای اشاره به برخی فقهای آن دوران همچون آخوند خراسانی نیز از لقب آیت‌الله استفاده کردند. پس از تشکیل حوزه علمیه قم توسط شیخ عبدالکریم حائری یزدی تعدادی از استادان این حوزه نیز به آیت‌الله معروف شدند.

### آیت‌الله العظمی
کاربرد این عنوان امروزه برای مراجع تقلید شیعه است. این لقب به دوران پس از سید حسین طباطبایی بروجردی بازمی‌گردد. تا آن زمان مراجع تقلید را حجت‌الاسلام و حجت‌الاسلام‌والمسلمین می‌نامیدند و بر روی رساله‌های سید حسین طباطبایی بروجردی که نخستین رساله عملیه شمرده می‌شود نیز از این لقب برای او استفاده شد.
آیت الله العظمی تنها به کسانی تعلق می‌گیرد که علاوه بر اجتهاد فقهی، مقلدان فراوانی نیز داشته باشند. به گفته سید عبدالکریم موسوی اردبیلی «آیت‌الله العظمی به کسی گفته می‌شود که علاوه بر اجتهاد، جایگاه علمی برتری دارد و در مقام افتا قرار دارد». همچنین به گفته مبشر کاشانی «اگر از مراجع تقلید باشد یا شأنیت این مقام را داشته باشد و مجتهد جامع‌الشرایط باشد، آیت‌الله العظمی گفته می‌شود.»
همچنین حسین مظاهری رئیس حوزه علمیه اصفهان، افراد متخصص در علوم حوزوی را آیت‌الله‌العظمی و افراد نیمه متخصص را آیت‌الله می‌داند.

### علامه
علامه لقبی برای دانشمندان اسلامی است که در چندین رشته دست داشته، دارای معلومات وسیع بوده و صاحب‌نظر و تأثیرگذار بوده باشند. این لفظ جزء الفاظ رسمی حوزوی محسوب نمی‌شود؛ و حتی به همهٔ دانشمندان مسلمان با این ویژگی‌ها نیز اطلاق نمی‌شود، بلکه تنها عده‌ای از این دانشمندان به این لقب مشهور شده‌اند.
غالباً دربارهٔ استادان صاحب‌نظر در فلسفه و گاه فقه و حتی ادبیات و فرهنگ — که معمولاً مطالعات دینی نیز دارند — اطلاق می‌شود. در مطالعات دینیِ معاصر، در اغلب موارد، علامه به‌تنهایی اشاره به سید محمدحسین طباطبایی است؛ و در گذشته در فقه معمولاً اشاره به علامه حلی است.
علامه دانش خود را از طریق استدلال کسب می‌کند؛ ازاین‌رو اکثر معروفان به «علامه»، فیلسوف نیز بوده‌اند. در عصر پیش از اسلام، میان اعراب، کسی را که آگاه به انساب مردمان بوده علامه می‌گفتند.